# 카피라이팅
카피라이팅(copywriting)은 광고 또는 기타 형태의 마케팅을 목적으로 텍스트를 작성하는 행위 또는 직업이다. 카피라이팅은 제품이나 서비스를 판매하는 것을 목표로 한다. 카피 또는 세일즈 카피라고 불리는 제품은 브랜드 인지도를 높이고 궁극적으로 개인이나 그룹이 특정 행동을 취하도록 설득하는 것을 목표로 작성된 콘텐츠이다.
카피라이터는 광고판, 브로슈어, 카탈로그, 징글 가사, 잡지 및 신문 광고, 판매 편지 및 기타 다이렉트 메일, TV 또는 라디오 광고 스크립트, 태그 라인, 백서, 웹 사이트 및 소셜 미디어 게시물 및 기타 마케팅 커뮤니케이션을 만드는 데 도움을 준다. 이 모든 것은 콘텐츠와 카피를 신선하고 적절하며 효과적으로 유지하면서 대상 고객의 기대에 부응했다.

## 같이 보기
- 광고
- 이메일 마케팅